# 阿兹米卡立
丹斯里阿兹米卡立（1940年12月13日—），马来西亚从政者，为巫统党员。自1995年马来西亚大选以来代表国民阵线当选为玻璃市巴东勿刹的国会议员，直到2013年马来西亚大选才不再上阵。
此外阿兹米卡立曾在马哈迪·莫哈末内阁中担任乡村发展部长（1999年-2004年）。